# Сборная России по биатлону
Сборная России по биатлону представляет Россию на международных турнирах по биатлону. Управляется Союзом биатлонистов России. Впервые была собрана в 1992 году. Является правопреемницей сборных СССР и так называемой «объединённой команды» по биатлону. В состав сборной входит мужская и женская команды.

## Тренерский штаб (сезон 2021/2022)
- вакантно — главный тренер сборной России

Мужская сборная (основа)
- Юрий Каминский — старший тренер мужской сборной
- Сергей Башкиров — тренер
- Павел Максимов — тренер
- Максим Максимов — тренер
- Артем Истомин — тренер

Женская сборная (основа)
- Михаил Шашилов — старший тренер женской сборной
- Евгений Куваев —  тренер
- Николай Загурский —  тренер
- Павел Спиридонов

Резервная сборная
- Владимир Брагин — старший тренер по резерву

Юниорская сборная
- Ян Савицкий
- Роман Бочкарев
- Максим Ихсанов
- Сергей Шестов

## Сборные

### Женская сборная (на декабрь 2021 года)
| Кубок мира          | Кубок IBU          |
| ------------------- | ------------------ |
| Светлана Миронова   | Екатерина Носкова  |
| Ульяна Нигматуллина | Наталья Гербулова  |
| Лариса Куклина      | Евгения Буртасова  |
| Ирина Казакевич     | Анастасия Шевченко |
| Валерия Васнецова   | Анастасия Гореева  |
| Кристина Резцова    | Тамара Дербушева   |

### Мужская сборная (на декабрь 2021 года)
| Кубок мира           | Кубок IBU           |
| -------------------- | ------------------- |
| Эдуард Латыпов       | Матвей Елисеев      |
| Александр Логинов    | Евгений Гараничев   |
| Карим Халили         | Максим Цветков      |
| Василий Томшин       | Никита Поршнев      |
| Александр Поварницын | Антон Бабиков       |
| Даниил Серохвостов   | Ильназ Мухамедзянов |

## Россия на Олимпийских играх

### Таблица медалей Олимпийских игр
Количество завоёванных медалей на Олимпийских играх спортсменами в составе сборной России (1994-2014]]), сборной ОСР (2018) и ОКР (2022):
| Год                 | Золото | Серебро     | Бронза | Всего |
| ------------------- | ------ | ----------- | ------ | ----- |
| Лиллехамер 1994     | 3      | 1           | 1      | 5     |
| Нагано 1998         | 1      | 1           | 1      | 3     |
| Солт-Лейк-Сити 2002 | 1      | 0           | 2      | 3     |
| Турин 2006          | 2      | 1           | 2      | 5     |
| Ванкувер 2010       | 2      | 1           | 1      | 4     |
| Сочи 2014           | 1      | 1 (1 - DSQ) | 1      | 3     |
| Пхенчхан 2018       | 0      | 0           | 0      | 0     |
| Пекин 2022          | 0      | 1           | 3      | 4     |
| Итого:              | 10     | 6           | 11     | 20    |

### Призёры Олимпийских игр (мужчины)
Медали Олимпийских игр завоёвывали 19 спортсменов, 5 из которых на данный момент продолжают выступления: Евгений Гараничев, Эдуард Латыпов, Александр Логинов, Карим Халили и Максим Цветков.
Самым титулованным российским биатлонистом на Олимпийских играх является Сергей Чепиков, на его счету 6 медалей, из них — 2 золотые. Он завоевывал медали в составе сборной СССР (1988), Объединенной команды (1992) и сборной России (1994, 2006).

#### Таблица медалей с учётом всех гонок
Жирным шрифтом выделены действующие биатлонисты.
| Место | Спортсмен         | Золото | Серебро | Бронза | Всего |
| ----- | ----------------- | ------ | ------- | ------ | ----- |
| 1     | Сергей Чепиков    | 2      | 3       | 1      | 6     |
| 2     | Евгений Устюгов   | 2      | -       | 1      | 3     |
| 3     | Сергей Тарасов    | 1      | 1       | 2      | 4     |
| 4     | Антон Шипулин     | 1      | -       | 1      | 2     |
| 5-6   | Алексей Волков    | 1      | -       | -      | 1     |
| 5-6   | Дмитрий Малышко   | 1      | -       | -      | 1     |
| 7     | Валерий Кириенко  | -      | 2       | -      | 2     |
| 8-9   | Владимир Драчёв   | -      | 1       | 1      | 2     |
| 8-9   | Иван Черезов      | -      | 1       | 1      | 2     |
| 10-11 | Николай Круглов   | -      | 1       | -      | 1     |
| 10-11 | Павел Ростовцев   | -      | 1       | -      | 1     |
| 12    | Эдуард Латыпов    | -      | -       | 3      | 3     |
| 13-14 | Виктор Майгуров   | -      | -       | 2      | 2     |
| 13-14 | Александр Логинов | -      | -       | 2      | 2     |
| 15-19 | Павел Муслимов    | -      | -       | 1      | 1     |
| 15-19 | Максим Чудов      | -      | -       | 1      | 1     |
| 15-19 | Евгений Гараничев | -      | -       | 1      | 1     |
| 15-19 | Карим Халили      | -      | -       | 1      | 1     |
| 15-19 | Максим Цветков    | -      | -       | 1      | 1     |

### Призёры Олимпийских игр (женщины)
Медали Олимпийских игр завоёвывали 16 спортсменок, все они завершили свою спортивную карьеру.
По общему количеству медалей самой титулованной является Альбина Ахатова, на её счету 5 медалей различного достоинства. Сразу у 5 российских биатлонисток по 2 золотые медали.

#### Таблица медалей с учётом всех гонок
Жирным шрифтом выделены действующие биатлонистки.
| Место   | Спортсмен                 | Золото | Серебро     | Бронза | Всего |
| ------- | ------------------------- | ------ | ----------- | ------ | ----- |
| 1       | Ольга Зайцева             | 2      | 1 (1 - DSQ) | -      | 3 (4) |
| 2=      | Светлана Ишмуратова       | 2      | -           | 1      | 3     |
| 2=      | Ольга Медведцева (Пылёва) | 2      | -           | 1      | 3     |
| 2=      | Анфиса Резцова            | 2      | -           | 1      | 3     |
| 5       | Анна Богалий-Титовец      | 2      | -           | -      | 2     |
| 6       | Альбина Ахатова           | 1      | 1           | 3      | 5     |
| 7       | Галина Куклева            | 1      | 1           | 1      | 3     |
| 8=      | Луиза Носкова             | 1      | -           | -      | 1     |
| 8=      | Светлана Слепцова         | 1      | -           | -      | 1     |
| 8=      | Наталья Снытина           | 1      | -           | -      | 1     |
| 8=      | Надежда Таланова          | 1      | -           | -      | 1     |
| 12      | Ольга Вилухина            | -      | 1 (1 - DSQ) | -      | 1 (2) |
| 13=     | Ольга Мельник             | -      | 1           | -      | 1     |
| 13=     | Ольга Ромасько            | -      | 1           | -      | 1     |
| 15=     | Ульяна Нигматуллина       | -      | -           | 1      | 1     |
| 15=     | Кристина Резцова          | -      | -           | 1      | 1     |
| - (13=) | Яна Романова              | -      | 0 (1 - DSQ) | -      | 0 (1) |
| - (13=) | Екатерина Шумилова        | -      | 0 (1 - DSQ) | -      | 0 (1) |

### Олимпийские игры 2014
Соревнования по биатлону в рамках XXII Зимних Олимпийских игр прошли в российском городе Сочи с 8 по 22 февраля 2014 года.
| Сборная России | Сборная России |
| --- | --- |
| Женщины - Ольга Зайцева - Ольга Вилухина - Екатерина Шумилова - Яна Романова - Екатерина Глазырина - Ольга Подчуфарова | Мужчины - Антон Шипулин - Евгений Устюгов - Дмитрий Малышко - Алексей Волков - Евгений Гараничев - Александр Логинов |

#### Обладатели медалей
| Место | Спортсмен          | Золото | Серебро | Бронза | Всего |
| ----- | ------------------ | ------ | ------- | ------ | ----- |
| 1     | Антон Шипулин      | 1      | -       | -      | 1     |
| -     | Евгений Устюгов    | 1      | -       | -      | 1     |
| -     | Дмитрий Малышко    | 1      | -       | -      | 1     |
| -     | Алексей Волков     | 1      | -       | -      | 1     |
| 5     | Ольга Вилухина     | -      | 2       | -      | 2     |
| 6     | Ольга Зайцева      | -      | 1       | -      | 1     |
| -     | Екатерина Шумилова | -      | 1       | -      | 1     |
| -     | Яна Романова       | -      | 1       | -      | 1     |
| 9     | Евгений Гараничев  | -      | -       | 1      | 1     |

| Золото |                                                              |                    |
| №      | Спортсмены                                                   | Дисциплина         |
| 1      | Алексей Волков Евгений Устюгов Дмитрий Малышко Антон Шипулин | Эстафета, 4х7.5 км |

| Серебро |                                                              |                  |
| №       | Спортсмены                                                   | Дисциплина       |
| 1       | Ольга Вилухина                                               | Спринт, 7.5 км   |
| 2       | Яна Романова Ольга Зайцева Екатерина Шумилова Ольга Вилухина | Эстафета, 4х6 км |

| Бронза |                   |                             |
| №      | Спортсмены        | Дисциплина                  |
| 1      | Евгений Гараничев | Индивидуальная гонка, 20 км |

#### Некоторые факты
- Евгений Гараничев в свой день рождения (13 февраля) занял третье место в индивидуальной гонке, выступая под первым стартовым номером

### Олимпийские игры 2018
Соревнования по биатлону в рамках XXIII Зимних Олимпийских игр прошли в Пхёнчхане с 10 по 23 февраля 2018 года. Российские спортсмены выступали под нейтральным флагом как Олимпийские атлеты из России
| Сборная ОСР                                | Сборная ОСР                              |
| ------------------------------------------ | ---------------------------------------- |
| Женщины - Татьяна Акимова - Ульяна Кайшева | Мужчины - Антон Бабиков - Матвей Елисеев |

Участвуя в 8 гонках из 11 (кроме классических эстафет и мужского масс-старта), биатлонисты не смогли выиграть ни одной медали.

## Россия на чемпионатах мира

### Таблица медалей Чемпионатов мира
Количество завоёванных медалей на чемпионатах мира спортсменами СССР, объединённой команды, России:
| Страна                             | Золото | Серебро | Бронза | Всего |
| ---------------------------------- | ------ | ------- | ------ | ----- |
| СССР, Объединённая команда, Россия | 70     | 60      | 44     | 174   |
| СССР                               | 42     | 25      | 21     | 88    |
| Россия                             | 27     | 34      | 23     | 84    |
| Объединённая команда               | 1      | 1       | 0      | 2     |

### Призёры чемпионатов мира (мужчины)
Медали чемпионатов мира завоёвывали 28 спортсменов, 8 из которых на данный момент продолжают выступления — Антон Бабиков, Максим Цветков, Александр Логинов, Матвей Елисеев, Никита Поршнев, Дмитрий Малышко, Карим Халили и Эдуард Латыпов
15 из 28 спортсменов завоёвывали медали только в командных гонках.
Самым титулованным биатлонистом является Владимир Драчёв, на его счету 10 медалей (ещё одну медаль завоевал в составе сборной Беларуси), 4 из которых являются золотыми. Столько же золотых медалей у Николая Круглова. Наибольшее количество медалей из действующих биатлонистов имеет Александр Логинов — 5.

#### Таблица медалей с учётом всех гонок
Жирным шрифтом выделены действующие биатлонисты.
| Место | Спортсмен           | Золото | Серебро | Бронза | Всего |
| ----- | ------------------- | ------ | ------- | ------ | ----- |
| 1     | Владимир Драчёв     | 4      | 5       | 1      | 10    |
| 2     | Николай Круглов-мл. | 4      | 1       | 1      | 6     |
| 3     | Павел Ростовцев     | 3      | 6       | -      | 9     |
| 4     | Виктор Майгуров     | 3      | 4       | 1      | 8     |
| 5     | Максим Чудов        | 3      | 3       | 1      | 7     |
| 6     | Иван Черезов        | 3      | 1       | 1      | 5     |
| 7     | Сергей Чепиков      | 2      | 6       | -      | 8     |
| 8     | Сергей Тарасов      | 2      | 5       | 2      | 9     |
| 9     | Дмитрий Ярошенко    | 2      | -       | 1      | 3     |
| 10    | Сергей Рожков       | 1      | 5       | 1      | 7     |
| 11    | Антон Шипулин       | 1      | 3       | 3      | 7     |
| 12    | Алексей Кобелев     | 1      | 2       | 1      | 5     |
| 13    | Александр Логинов   | 1      | 1       | 3      | 5     |
| 14=   | Антон Бабиков       | 1      | -       | -      | 1     |
| 14=   | Алексей Волков      | 1      | -       | -      | 1     |
| 14=   | Максим Цветков      | 1      | -       | -      | 1     |
| 17    | Валерий Кириенко    | -      | 3       | -      | 3     |
| 18    | Максим Максимов     | -      | 2       | 1      | 3     |
| 19=   | Павел Муслимов      | -      | 2       | -      | 2     |
| 19=   | Евгений Устюгов     | -      | 2       | -      | 2     |
| 21=   | Валерий Медведцев   | -      | 1       | -      | 1     |
| 21=   | Сергей Ложкин       | -      | 1       | -      | 1     |
| 23=   | Сергей Коновалов    | -      | -       | 1      | 1     |
| 23=   | Матвей Елисеев      | -      | -       | 1      | 1     |
| 23=   | Никита Поршнев      | -      | -       | 1      | 1     |
| 23=   | Дмитрий Малышко     | -      | -       | 1      | 1     |
| 23=   | Карим Халили        | -      | -       | 1      | 1     |
| 23=   | Эдуард Латыпов      | -      | -       | 1      | 1     |

#### Таблица медалей без учёта командных гонок
Наиболее успешно в личных гонках выступали Павел Ростовцев и Владимир Драчёв, они завоевали по 5 медалей, из которых у каждого по 2 золотые.
Жирным шрифтом выделены действующие биатлонисты.
| Место | Спортсмен         | Золото | Серебро | Бронза | Всего |
| ----- | ----------------- | ------ | ------- | ------ | ----- |
| 1     | Павел Ростовцев   | 2      | 3       | -      | 5     |
| 2     | Владимир Драчёв   | 2      | 2       | 1      | 5     |
| 3     | Максим Чудов      | 1      | 3       | 1      | 5     |
| 4     | Сергей Тарасов    | 1      | 2       | 1      | 4     |
| 5     | Александр Логинов | 1      | 2       | -      | 3     |
| 6     | Виктор Майгуров   | 1      | 1       | -      | 2     |
| 7     | Антон Шипулин     | -      | 2       | 2      | 4     |
| 8     | Максим Максимов   | -      | 1       | 1      | 2     |
| 9=    | Сергей Чепиков    | -      | 1       | -      | 1     |
| 9=    | Павел Муслимов    | -      | 1       | -      | 1     |
| 9=    | Евгений Устюгов   | -      | 1       | -      | 1     |
| 12=   | Иван Черезов      | -      | -       | 1      | 1     |
| 12=   | Сергей Коновалов  | -      | -       | 1      | 1     |

### Призёры чемпионатов мира (женщины)
Медали чемпионатов мира завоёвывали 23 спортсменки, 2 из которых на данный момент не завершили карьеру —  Екатерина Юрлова-Перхт и Татьяна Акимова.
10 спортсменок завоёвывали медали чемпионатов мира только в командных гонках.
Наибольшее количество золотых медалей завоевала Ольга Медведцева — 6. Альбина Ахатова является самой титулованной по общему количеству медалей, на её счету 10 медалей различного достоинства.

#### Таблица медалей с учётом всех гонок
Жирным шрифтом выделены действующие биатлонистки.
| Место | Спортсмен              | Золото | Серебро | Бронза | Всего |
| ----- | ---------------------- | ------ | ------- | ------ | ----- |
| 1     | Ольга Медведцева       | 6      | 2       | 1      | 9     |
| 2     | Светлана Ишмуратова    | 5      | 2       | 1      | 8     |
| 3     | Альбина Ахатова        | 4      | 4       | 2      | 10    |
| 4     | Анна Богалий-Титовец   | 3      | 3       | 1      | 7     |
| 5     | Ольга Зайцева          | 3      | 2       | 3      | 8     |
| 6     | Ольга Ромасько         | 3      | 2       | 2      | 7     |
| 7     | Галина Куклева         | 3      | 2       | 1      | 6     |
| 8     | Светлана Черноусова    | 2      | -       | -      | 2     |
| 9     | Екатерина Юрьева       | 1      | 1       | 1      | 3     |
| 10=   | Анна Волкова           | 1      | 1       | -      | 2     |
| 10=   | Екатерина Юрлова-Перхт | 1      | 1       | -      | 2     |
| 12    | Светлана Слепцова      | 1      | -       | 1      | 2     |
| 13=   | Анна Булыгина          | 1      | -       | -      | 1     |
| 13=   | Ирина Мальгина         | 1      | -       | -      | 1     |
| 15    | Надежда Таланова       | -      | 3       | 2      | 5     |
| 16    | Ольга Мельник          | -      | 2       | 1      | 3     |
| 17    | Елена Белова           | -      | -       | 2      | 2     |
| 18=   | Оксана Неупокоева      | -      | -       | 1      | 1     |
| 18=   | Наталья Гусева         | -      | -       | 1      | 1     |
| 18=   | Светлана Панутина      | -      | -       | 1      | 1     |
| 18=   | Ольга Симушина         | -      | -       | 1      | 1     |
| 18=   | Ольга Вилухина         | -      | -       | 1      | 1     |
| 18=   | Татьяна Акимова        | -      | -       | 1      | 1     |
| 18=   | Ольга Подчуфарова      | -      | -       | 1      | 1     |

#### Таблица медалей без учёта командных гонок
Наибольшее количество медалей на чемпионатах мира завоевала Ольга Зайцева — 5, из которых 1 — золотая. Альбина Ахатова имеет в активе также одну золотую медаль, а общее количество медалей равняется пяти.
Жирным шрифтом выделены действующие биатлонистки.
| Место | Спортсмен              | Золото | Серебро | Бронза | Всего |
| ----- | ---------------------- | ------ | ------- | ------ | ----- |
| 1     | Ольга Ромасько         | 2      | -       | 1      | 3     |
| 2     | Ольга Зайцева          | 1      | 1       | 3      | 5     |
| 3     | Альбина Ахатова        | 1      | 2       | 2      | 5     |
| 4     | Ольга Медведцева       | 1      | 1       | 1      | 3     |
| 5     | Екатерина Юрьева       | 1      | 1       | 1      | 3     |
| 6     | Екатерина Юрлова-Перхт | 1      | 1       | -      | 2     |
| 7=    | Светлана Ишмуратова    | -      | 1       | 1      | 2     |
| 7=    | Анна Богалий-Титовец   | -      | 1       | 1      | 2     |
| 9=    | Галина Куклева         | -      | 1       | -      | 1     |
| 9=    | Надежда Таланова       | -      | 1       | -      | 1     |
| 9=    | Ольга Мельник          | -      | 1       | -      | 1     |
| 12=   | Елена Белова           | -      | -       | 1      | 1     |
| 12=   | Наталья Гусева         | -      | -       | 1      | 1     |
| 12=   | Ольга Вилухина         | -      | -       | 1      | 1     |

### Чемпионат мира 2008
На чемпионат мира от сборной России поехало 12 человек (6 мужчин и 6 женщин) — максимально возможное количество участников от одной страны.
| Женщины: - Екатерина Юрьева - Светлана Слепцова - Альбина Ахатова - Оксана Неупокоева - Татьяна Моисеева - Яна Романова | Мужчины: - Максим Чудов - Дмитрий Ярошенко - Иван Черезов - Николай Круглов - Максим Максимов - Андрей Маковеев |

Этот чемпионат мира стал для российских спортсменов одним из самых успешных в истории. Россия завоевала рекордные для себя 11 медалей (предыдущий рекорд в 9 медалей был установлен в 1990 году ещё сборной СССР), по 3 золотых и серебряных, 5 бронзовых.

#### Обладатели медалей
| Место | Спортсмен         | Золото | Серебро | Бронза | Всего |
| ----- | ----------------- | ------ | ------- | ------ | ----- |
| 1     | Максим Чудов      | 2      | 1       | 1      | 4     |
| 2     | Екатерина Юрьева  | 1      | 1       | 1      | 3     |
| 3     | Дмитрий Ярошенко  | 1      | -       | 1      | 2     |
| -     | Николай Круглов   | 1      | -       | 1      | 2     |
| 4     | Иван Черезов      | 1      | -       | -      | 1     |
| 5     | Альбина Ахатова   | -      | 1       | 1      | 2     |
| 6     | Максим Максимов   | -      | -       | 1      | 1     |
| -     | Оксана Неупокоева | -      | -       | 1      | 1     |
| -     | Светлана Слепцова | -      | -       | 1      | 1     |

| Золото |                                                            |                             |
| №      | Спортсмены                                                 | Дисциплина                  |
| 1      | Максим Чудов                                               | Спринт, 10 км               |
| 2      | Екатерина Юрьева                                           | Индивидуальная гонка, 15 км |
| 3      | Иван Черезов Николай Круглов Дмитрий Ярошенко Максим Чудов | Эстафета, 4х7.5 км          |

| Серебро |                  |                        |
| №       | Спортсмены       | Дисциплина             |
| 1       | Альбина Ахатова  | Спринт, 7.5 км         |
| 2       | Екатерина Юрьева | Преследование, 10 км   |
| 3       | Максим Чудов     | Преследование, 12.5 км |

| Бронза |                                                                      |                                       |
| №      | Спортсмены                                                           | Дисциплина                            |
| 1      | Альбина Ахатова                                                      | Преследование, 10 км                  |
| 2      | Максим Максимов                                                      | Индивидуальная гонка, 20 км           |
| 3      | Екатерина Юрьева                                                     | Масс-старт, 12.5 км                   |
| 4      | Максим Чудов                                                         | Масс-старт, 15 км                     |
| 5      | Светлана Слепцова Оксана Неупокоева Николай Круглов Дмитрий Ярошенко | Смешанная эстафета, 2х6 км + 2х7.5 км |

#### Некоторые факты
- Мужская сборная России два года подряд выигрывала эстафету одним и тем же составом.
- Женская сборная, в отличие от мужчин, второй год подряд не могла завоевать медаль в эстафете. У Альбины Ахатовой на огневом рубеже сломалась винтовка, в результате чего Ахатова потеряла полторы минуты. Отыграть это отставание не удалось.
- Максим Чудов выступил лучше всех не только в российской сборной, но и среди всех мужчин.
- Серебро Екатерины Юрьевой в гонке преследования стало лучшим достижением россиянок в этой дисциплине на чемпионатах мира.
- Максим Максимов сенсационно завоевал бронзовую медаль в индивидуальной гонке. Последний раз российские мужчины завоёвывали медаль в данной дисциплине в 1996 году.

### Чемпионат мира 2009
Чемпионат мира проходил в Южной Корее с 13 по 23 февраля 2009 года. Изначально Россия могла заявить по 7 спортсменов от женской и мужской команд (максимально допустимое количество), в каждой гонке могло стартовать не более 4-х спортсменов (в мужском спринте и женской индивидуальной гонке от России могло выступить по 5 спортсменов, так как на предыдущем чемпионате мира в данных дисциплинах россияне победили). Однако Дмитрий Ярошенко, Екатерина Юрьева и Альбина Ахатова были отстранены от участия в соревнованиях из-за применения допинга, что серьёзно уменьшило медальные шансы России на чемпионате. После их дисквалификации СБР подал заявку на регистрацию Оксаны Неупокоевой, но IBU в прошении отказало.
Состав сборной на чемпионат мира был оглашён в конце января.
| Мужская сборная: - Максим Чудов - Иван Черезов - Андрей Маковеев - Максим Максимов - Евгений Устюгов - Николай Круглов - Дмитрий Ярошенко | Женская сборная: - Светлана Слепцова - Ольга Медведцева - Ольга Зайцева - Анна Булыгина - Яна Романова - Екатерина Юрьева - Альбина Ахатова |

#### Допинговый скандал
3 февраля 2009 года в СМИ появилась информация, что допинг-пробы А некоторых биатлонистов дали положительный результат. Пробы были взяты 5 декабря на первом этапе в Эстерсунде. Позже стало известно, что в употреблении допинга подозреваются 3 представителя сборной России — эту информацию подтвердили ряд официальных лиц, представляющих Россию. IBU подтвердила наличие положительных допинг-проб, но фамилии спортсменов и страны за которые они выступают не стали разглашать вплоть до вскрытия допинг-проб Б. Сами спортсмены об этом были оповещены сразу и им предстояло или согласиться с пробой А, и тем самым признать свою вину, или же ждать вскрытия пробы Б. Все спортсмены выбрали второй вариант.
Большинство биатлонных специалистов заявляли, что речь идёт об эритропоэтине (EPO), который повышает выносливость, либо об его подвиде — CERA. Однако президент IBU Андерс Бессеберг заявил, что препарат, обнаруженный в крови биатлонистов — не эритропоэтин.
Ряд специалистов и спортсменов резко высказались в адрес сборной России, несмотря на то, что окончательные результаты ещё не были известны.
12 февраля в антидопинговой лаборатории в швейцарской Лозанне завершился анализ допинг-проб «Б» трёх российских спортсменов. Пресс-конференция состоялась 13 февраля в 5:00 UTC на которой буды оглашены результаты анализа..
В результате было доказано, что Екатерина Юрьева, Альбина Ахатова и Дмитрий Ярошенко употребляли допинг. Все три спортсмена отстранены от участия в соревнованиях, и они уже отправились в Россию. Решения о сроке дисквалификации и аннулировании результатов будут приняты после чемпионата мира. Срок дисквалификации составил 2 года. Все результаты после 5 декабря 2008 года также были отменены.

#### Обладатели медалей
| Место | Спортсмен         | Золото | Серебро | Бронза | Всего |
| ----- | ----------------- | ------ | ------- | ------ | ----- |
| 1     | Ольга Зайцева     | 2      | -       | 2      | 4     |
| =2    | Светлана Слепцова | 1      | -       | -      | 1     |
| =2    | Анна Булыгина     | 1      | -       | -      | 1     |
| =2    | Ольга Медведцева  | 1      | -       | -      | 1     |
| 5     | Максим Чудов      | -      | 1       | -      | 1     |
| 6     | Иван Черезов      | -      | -       | 1      | 1     |

| Золото |                                                                |                     |
| №      | Спортсмены                                                     | Дисциплина          |
| 1      | Светлана Слепцова Анна Булыгина Ольга Медведцева Ольга Зайцева | Эстафета, 4х6 км    |
| 2      | Ольга Зайцева                                                  | Масс-старт, 12.5 км |

| Серебро |              |                        |
| №       | Спортсмены   | Дисциплина             |
| 1       | Максим Чудов | Преследование, 12.5 км |

| Бронза |               |                      |
| №      | Спортсмены    | Дисциплина           |
| 1      | Ольга Зайцева | Спринт, 7.5 км       |
| 2      | Ольга Зайцева | Преследование, 10 км |
| 3      | Иван Черезов  | Масс-старт, 15 км    |

#### Некоторые факты
- Иван Черезов выиграл первую личную медаль чемпионата мира.
- После непопадания на подиум на чемпионатах мира 2007 и 2008 годов женская сборная выиграла эстафету.

### Чемпионат мира 2010
Чемпионат мира прошёл в Ханты-Мансийске 28 марта 2010 года. На турнире был разыгран только 1 комплект медалей в смешанной эстафете. По действующим правилам IBU в годы проведения зимних Олимпийских игр чемпионат мира проводятся только в тех дисциплинах, которые не включены в программу Олимпиады. Россию в единственной гонке представляли Яна Романова, Ольга Зайцева, Максим Чудов, Иван Черезов.
Российский квартет остался без медалей, заняв четвертое место.

### Чемпионат мира 2011
Чемпионат мира прошёл в российском Ханты-Мансийске с 3 по 21 марта 2011 года. В российскую заявку попали 16 спортсменов.
| Сборная России | Сборная России |
| --- | --- |
| Женщины - Анна Богалий-Титовец - Наталья Гусева - Ульяна Денисова - Ольга Зайцева - Яна Романова - Светлана Слепцова - Анастасия Токарева - Екатерина Юрлова | Мужчины - Алексей Волков - Евгений Гараничев - Андрей Маковеев - Максим Максимов - Евгений Устюгов - Иван Черезов - Максим Чудов - Антон Шипулин |

Российская команда осталась без золотых медалей, завоевав всего три «серебра». Женская дружина не смогла выиграть ни одной медали.

#### Обладатели медалей
| Место | Спортсмен       | Золото | Серебро | Бронза | Всего |
| ----- | --------------- | ------ | ------- | ------ | ----- |
| 1     | Евгений Устюгов | -      | 2       | -      | 2     |
| -     | Максим Максимов | -      | 2       | -      | 2     |
| 3     | Антон Шипулин   | -      | 1       | -      | 1     |
| -     | Иван Черезов    | -      | 1       | -      | 1     |

| Серебро |                                                            |                             |
| №       | Спортсмены                                                 | Дисциплина                  |
| 1       | Максим Максимов                                            | Индивидуальная гонка, 20 км |
| 2       | Евгений Устюгов                                            | Масс-старт, 15 км           |
| 3       | Антон Шипулин Евгений Устюгов Максим Максимов Иван Черезов | Эстафета 4х7,5 км           |

### Чемпионат мира 2012
47-й Чемпионат мира по биатлону прошёл в немецком Рупольдинге с 1 по 11 марта 2012 года. В состав российской заявки попало 16 спортсменов.
| Сборная России | Сборная России |
| --- | --- |
| Женщины - Ольга Зайцева - Ольга Вилухина - Анна Богалий-Титовец - Светлана Слепцова - Екатерина Глазырина - Яна Романова - Екатерина Шумилова - Анастасия Загоруйко | Мужчины - Андрей Маковеев - Евгений Устюгов - Антон Шипулин - Евгений Гараничев - Дмитрий Малышко - Тимофей Лапшин - Алексей Волков - Владимир Семаков |

Мужская и женская сборная смогли завоевать только по одной бронзовой медали в пасьюте.

#### Обладатели медалей
| Место | Спортсмен      | Золото | Серебро | Бронза | Всего |
| ----- | -------------- | ------ | ------- | ------ | ----- |
| 1     | Антон Шипулин  | -      | -       | 1      | 1     |
| -     | Ольга Вилухина | -      | -       | 1      | 1     |

| Бронза |                |                        |
| №      | Спортсмены     | Дисциплина             |
| 1      | Ольга Вилухина | Преследование, 10 км   |
| 2      | Антон Шипулин  | Преследование, 12,5 км |

### Чемпионат мира 2013
48-й Чемпионат мира по биатлону прошёл в чешском городе Нове-Место с 6 по 17 февраля 2013 года.
| Сборная России                                                                                         | Сборная России |
| --- | --- |
| Женщины - Ольга Зайцева - Ольга Вилухина - Екатерина Шумилова - Екатерина Глазырина - Екатерина Юрлова | Мужчины - Антон Шипулин - Дмитрий Малышко - Евгений Устюгов - Евгений Гараничев - Алексей Волков - Андрей Маковеев |

Женская сборная не смогла завоевать ни одной медали, мужская команда стараниями Антона Шипулина завоевала две медали.

#### Обладатели медалей
| Место | Спортсмен     | Золото | Серебро | Бронза | Всего |
| ----- | ------------- | ------ | ------- | ------ | ----- |
| 1     | Антон Шипулин | -      | 1       | 1      | 2     |

| Серебро |               |                   |
| №       | Спортсмены    | Дисциплина        |
| 1       | Антон Шипулин | Масс-старт, 15 км |

| Бронза |               |                        |
| №      | Спортсмены    | Дисциплина             |
| 1      | Антон Шипулин | Преследование, 12.5 км |

### Чемпионат мира 2015
49-й Чемпионат мира по биатлону прошёл в финском городе Контиолахти с 5 по 15 марта 2015 года.
| Сборная России | Сборная России |
| --- | --- |
| Женщины - Дарья Виролайнен - Ольга Подчуфарова - Екатерина Шумилова - Екатерина Глазырина - Екатерина Юрлова - Яна Романова - Ирина Трусова | Мужчины - Антон Шипулин - Дмитрий Малышко - Тимофей Лапшин - Евгений Гараничев - Алексей Волков - Максим Цветков - Алексей Слепов |

Женская сборная смогла завоевать золотую медаль усилиями Екатерины Юрловой, а мужская ограничилась только одной серебряной медалью Антона Шипулина.

#### Обладатели медалей
| Место | Спортсмен        | Золото | Серебро | Бронза | Всего |
| ----- | ---------------- | ------ | ------- | ------ | ----- |
| 1     | Екатерина Юрлова | 1      | -       | -      | 1     |
| 2     | Антон Шипулин    | -      | 1       | -      | 1     |

| Золото |                  |                             |
| №      | Спортсмены       | Дисциплина                  |
| 1      | Екатерина Юрлова | Индивидуальная гонка, 15 км |

| Серебро |               |                        |
| №       | Спортсмены    | Дисциплина             |
| 1       | Антон Шипулин | Преследование, 12.5 км |

### Чемпионат мира 2016
51-й чемпионат мира по биатлону прошёл в пригороде норвежской столицы Осло — Хольменколлене с 3 по 13 марта 2016 года.
| Сборная России | Сборная России |
| --- | --- |
| Женщины - Ольга Подчуфарова - Екатерина Юрлова - Дарья Виролайнен - Екатерина Шумилова - Анастасия Загоруйко - Татьяна Акимова | Мужчины - Антон Шипулин - Алексей Волков - Евгений Гараничев - Дмитрий Малышко - Максим Цветков - Антон Бабиков - Матвей Елисеев |

Этот чемпионат мира оказался для сборной самым провальным за всю историю современной России. Не было завоевано ни одной медали.

### Чемпионат мира 2017
52-й чемпионат мира по биатлону прошёл в австрийском Хохфильцене с 8 по 19 февраля 2017 года.
| Сборная России | Сборная России |
| --- | --- |
| Женщины - Ольга Подчуфарова - Екатерина Глазырина - Светлана Слепцова - Дарья Виролайнен - Ирина Старых - Татьяна Акимова - Ирина Услугина | Мужчины - Антон Шипулин - Максим Цветков - Дмитрий Малышко - Матвей Елисеев - Александр Логинов - Алексей Волков - Евгений Гараничев - Антон Бабиков |

Этот чемпионат мира принёс России 2 эстафетных медали. В личных видах медалей не было, только Антон Шипулин дважды оставался в шаге от медали (в масс-старте и гонке преследования) и Ирина Старых в гонке преследования.

#### Обладатели медалей
| Место | Спортсмен         | Золото | Серебро | Бронза | Всего |
| ----- | ----------------- | ------ | ------- | ------ | ----- |
| 1     | Антон Шипулин     | 1      | -       | 1      | 2     |
| 2     | Антон Бабиков     | 1      | -       | -      | 1     |
| -     | Алексей Волков    | 1      | -       | -      | 1     |
| -     | Максим Цветков    | 1      | -       | -      | 1     |
| 3     | Александр Логинов | -      | -       | 1      | 1     |
| -     | Татьяна Акимова   | -      | -       | 1      | 1     |
| -     | Ольга Подчуфарова | -      | -       | 1      | 1     |

| Золото |                                                           |                    |
| №      | Спортсмены                                                | Дисциплина         |
| 1      | Алексей Волков Максим Цветков Антон Бабиков Антон Шипулин | Эстафета, 4х7.5 км |

| Бронза |                                                                   |                                       |
| №      | Спортсмены                                                        | Дисциплина                            |
| 1      | Ольга Подчуфарова Татьяна Акимова Александр Логинов Антон Шипулин | Смешанная эстафета, 2х6 км + 2х7.5 км |

#### Некоторые факты
- В мужской сборной России до этого чемпионата был только один человек, завоевавший медали на таком высоком уровне — это Антон Шипулин.
- Женская эстафетная четверка не может завоевать медали в этом виде программы уже 8 лет (Последняя медаль была в 2009 году Пхёнчхане).
- Сборная России впервые с 2008 года поднялась на подиум в смешанной эстафете
- Мужчины впервые за 9 лет завоевали золотые медали в эстафете на ЧМ! Также они прервали 5-летнее отсутствие нашего квартета на подиуме.

### Чемпионат мира 2019
53-й чемпионат мира по биатлону прошёл в шведском Эстерсунде с 7 по 17 марта 2019 года.
| Сборная России | Сборная России |
| --- | --- |
| Женщины - Екатерина Юрлова-Перхт - Светлана Миронова - Евгения Павлова - Ирина Старых - Ульяна Кайшева - Лариса Куклина - Анастасия Морозова | Мужчины - Александр Логинов - Евгений Гараничев - Матвей Елисеев - Дмитрий Малышко - Александр Поварницын - Эдуард Латыпов - Никита Поршнев - Максим Цветков |

Этот чемпионат мира принёс России 2 личные медали и 1 медаль в эстафете.

#### Обладатели медалей
| Место | Спортсмен              | Золото | Серебро | Бронза | Всего |
| ----- | ---------------------- | ------ | ------- | ------ | ----- |
| 1     | Александр Логинов      | -      | 1       | 1      | 2     |
| 2     | Екатерина Юрлова-Перхт | -      | 1       | -      | 1     |
| 3     | Матвей Елисеев         | -      | -       | 1      | 1     |
| -     | Никита Поршнев         | -      | -       | 1      | 1     |
| -     | Дмитрий Малышко        | -      | -       | 1      | 1     |

| Серебро |                        |                     |
| №       | Спортсмены             | Дисциплина          |
| 1       | Александр Логинов      | Спринт, 10 км       |
| 2       | Екатерина Юрлова-Перхт | Масс-старт, 12.5 км |

| Бронза |                                                                 |                    |
| №      | Спортсмены                                                      | Дисциплина         |
| 1      | Матвей Елисеев Никита Поршнев Дмитрий Малышко Александр Логинов | Эстафета, 4х7.5 км |

### Чемпионат мира 2020
54-й чемпионат мира по биатлону прошёл в итальянской Антерсельве с 13 по 23 февраля 2020 года.
| Сборная России                                                                                          | Сборная России |
| --- | --- |
| Женщины - Екатерина Юрлова-Перхт - Светлана Миронова - Ирина Старых - Лариса Куклина - Кристина Резцова | Мужчины - Александр Логинов - Евгений Гараничев - Матвей Елисеев - Эдуард Латыпов - Никита Поршнев - Кирилл Стрельцов |

Этот чемпионат мира принёс России 2 личные медали Александра Логинова: золотую и бронзовую.